# Tillandsia schumanniana
Tillandsia schumanniana är en gräsväxtart som först beskrevs av Marx Carl Ludwig Ludewig Wittmack, och fick sitt nu gällande namn av Carl Christian Mez. Tillandsia schumanniana ingår i släktet Tillandsia och familjen Bromeliaceae. Inga underarter finns listade i Catalogue of Life.